# Peter Sands

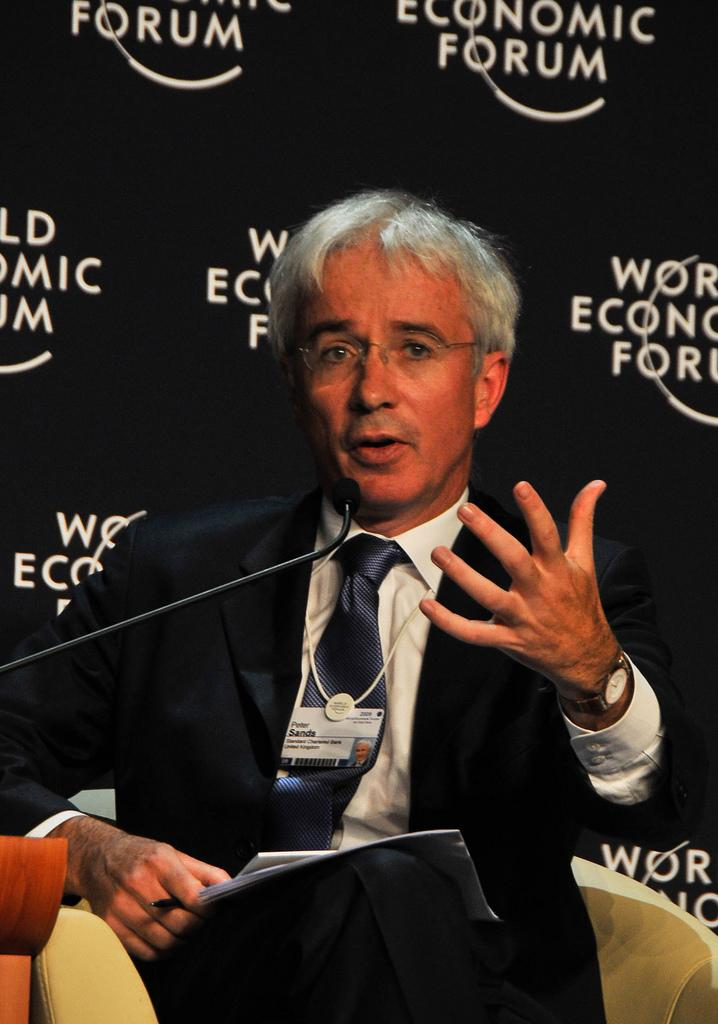
Peter Sands auf dem Weltwirtschaftsforum, East Asia 2009

Peter Sands (* 8. Januar 1962) ist Executive Director des Global Fund to Fight AIDS, Tuberculosis and Malaria (GFATM) und ehemaliger britischer Bankmanager. Er war von November 2006 bis 2015 CEO der Standard Chartered Bank, einer der größten Banken Großbritanniens. Seit seinem Abschied von der Bank konzentriert er sich auf Fragen rund um die Finanzierung von globalen Gesundheitsinitiativen.

## Leben
Nach dem Besuch der Crown Woods Comprehensive School in London und dem United World College of the Pacific in Kanada, das er mit dem International Baccalaureate abschloss, ging er ans Brasenose College in Oxford. Er begann seine berufliche Laufbahn im Auswärtigen Amt des Vereinigten Königreiches. Entschied sich aber dann mit einem Harkness-Stipendium an die Harvard University zu gehen, an der er mit dem Master of Public Administration abschloss. Peter Sand arbeitete seit 1988 für McKinsey, wo er sich im Bereich Banken und Technologien spezialisierte. Er wurde 1996 zum Partner und 2000 zum Direktor von McKinsey ernannt.
Im Mai 2002 wurde Peter Sands Group Finance Director der Standard Chartered PLC, obwohl er keine Finanzausbildung hatte. Im November 2006 wurde er dann Vorstandsvorsitzender der Bank.
Zwischen 2002 und 2008 konnte das operative Ergebnis verdoppelt und die Mitarbeiterzahl auf 75.000 verdreifacht werden. Standard Chartered hat die anschließende Finanzkrise dank einer soliden Kapitalausstattung und der traditionellen Konzentration auf asiatische Schwellenmärkte so unbeschadet überstanden wie keine andere britische Großbank. Das Jahr 2009 konnte vielmehr zum siebten Mal in Folge mit einem Rekordergebnis abgeschlossen werden. Der britischen Bankenrettungsplan, der Vorlage für eine Vielzahl der weltweiten Initiativen wurde, basiert auf einem Plan, den Sands entwickelt hatte. Jedoch hat Standard Chartered selbst weder Regierungsgeld noch Unterstützung der Zentralbanken beansprucht. Peter Sands war Mitglied im Direktorat des Internationalen Bankenverbands (IIF) und Vorsitzender des IIF Sonderausschusses für effektive Regulierung.
Peter Sands war Mitglied im Vorstand der Global Business Coalition on HIV/AIDS, Tuberculosis and Malaria (GBC) Die britische Regierung berief ihn zum Mitglied des Independent Review of Higher Education Funding and Student Finance. Darüber hinaus war er Mitglied der britischen Good Work Commission, die die Grundlagen für ein erfülltes Arbeiten im 21. Jahrhundert erarbeiten soll.
Im Jahr 2010 wurde ihm die Auszeichnung European Banker of the Year verliehen.
Nach seinem Abschied bei der Standard Chartered Bank ging Sands zunächst an die Harvard-Universität und beschäftigte sich mit globalen Projekten rund um öffentliche Gesundheit. 2016/17 leitete er eine Arbeitsgruppe der Weltbank zu Finanzierung von Pandemievorsorge.
Peter Sands ist mit der Schriftstellerin Betsy Tobin verheiratet und hat vier Kinder.